# 알렉상드르아테나세 노헤스
알렉상드르아테나세 "알레코" 노헤스(Alexandre-Athenase "Aléco" Noghès, 1916년 6월 15일 ~ 1999년 2월 16일)는 국제 테니스 챔피언으로, 마시 남작부인 앙투아네트의 첫 번째 남편으로 잘 알려져 있다. 그는 1951년 12월 4일에 두 번째 아내로 결혼했다. 그는 이전에 마리네트 바스테엘과 결혼하여 슬하에 아들 라이오넬(레이싱 드라이버)을 두었다.